# System leksykalny
System leksykalny – struktura językowa zbudowana z wykładników językowych znaczeń (wyrazów, leksemów), które można wyrazić w danym języku za pomocą środków, którymi ten język dysponuje.
System leksykalny ma swoją wewnętrzną strukturę. Tworzy ją sieć formalnych, strukturalnych i funkcjonalnych zależności występujących między jednostkami w systemie leksykalnym danego języka.
System leksykalny dzieli się na 10 klas funkcjonalnych, tj. części mowy:
- rzeczowniki,
- czasowniki,
- przymiotniki,
- przyimki,
- spójniki,
- zaimki,
- przysłówki,
- liczebniki,
- wykrzykniki,
- partykuły[1].